# Блумингтон (Тексас)
Блумингтон (енгл. Bloomington) насељено је место без административног статуса у америчкој савезној држави Тексас.

## Демографија
По попису из 2010. године број становника је 2.459, што је 103 (-4,0%) становника мање него 2000. године.
| Група             | 2000.         | 2010.         |
| Белци             | 635 (24,8%)   | 477 (19,4%)   |
| Афроамериканци    | 161 (6,3%)    | 139 (5,7%)    |
| Азијати           | 2 (0,1%)      | 5 (0,2%)      |
| Хиспаноамериканци | 1.731 (67,6%) | 1.830 (74,4%) |
| Укупно            | 2.562         | 2.459         |